# Hermann Josef Gräf
Hermann Josef Gräf SVD (* 11. Oktober 1924 in Rhaunen; † 26. August 2006 in St. Wendel) war ein deutscher katholischer Theologe.

## Leben
Der Sohn von Karl und Anna Gräf besuchte ab Ostern 1936 die Missionsschule St. Paul in Wengerohr (Wittlich), nach deren Auflösung kam er in das Missionshaus St. Wendel, das 1941 auch aufgelöst wurde. Sein Abitur machte er 1942 an der Oberschule in Bingen. Es folgte der obligatorische Militärdienst. Bis 1944 diente er in verschiedenen Lazaretten in Deutschland. Im April 1944 wurde er zu einer Krankensammelstelle nach Lemberg versetzt und dann im August an die Ostfront nach Südpolen. Anfang 1945 kehrte er nach Einbruch der Ostfront zurück in den Westen, aber schon im März war er wieder an der Front, diesmal im slowakischen Erzgebirge.  Nach Ende des Krieges kam er vier Jahre in sowjetische Kriegsgefangenschaft. Am 1. Mai 1949 begann er bei den Steyler Missionaren in Sankt Augustin das Noviziat. Erstprofess, Ewige Gelübde, Studium der Philosophie und Theologie absolvierte er ebenfalls dort. Theodor Schu weihte ihn am 28. August 1955 zum Priester. Er setzte sein Studium in Rom fort, wo er schon 1959 an der Gregoriana bei Hermann A. P. Schmidt SJ in Liturgiewissenschaft promoviert wurde. Im selben Jahr noch erhielt er die Missions-Bestimmung für das Christ the King Mission Seminary in Quezon City (Philippinen), wo er Fundamentaltheologie, Dogmatik, Patrologie und Liturgik lehrte. 1964 machte er sein Terziat in Rom und bekam die Möglichkeit, zwei Semester am Pontificio Ateneo Sant’Anselmo zu studieren. Während dieser Zeit arbeitete er im Liturgierat (Consilium) am Vatikan unter Giacomo Lercaro und Annibale Bugnini mit. Er kehrte auf die Philippinen nach Tagaytay zurück. Fast 20 Jahre war er Konsultor der liturgischen Kommission der Bischofskonferenz der Philippinen. 
1970/71 studierte er noch zwei Semester am Liturgischen Institut in Trier. 1983 kam er nach Sankt Augustin zurück und lehrte Liturgik an der dortigen Theologischen Hochschule (auch im Noviziat) bis zu seiner Emeritierung 1993. Seit 1986 brachte er den Ordo für die drei Steyler Gemeinschaften heraus. Bereits auf den Philippinen hatte er 20 Jahre lang den Ordo für alle Diözesen gemacht. Darüber hinaus war er über 16 Jahre als Eherichter in der Erzdiözese Köln tätig und von 1990 bis 2002 war er dort, von Kardinal Meisner ernannt, der Seelsorger der katholischen Filipinos. 1990/91 half er je drei Monate durch Vorlesungen in Liturgik und Dogmatik in Pieniężno (deutsch Mehlsack im Ermland) aus.

## Schriften (Auswahl)
- Palmenweihe und Palmenprozession in der lateinischen Liturgie (= Veröffentlichungen des Missionspriesterseminars Sankt Augustin. Band 5). Steyler Verlag-Buchhandlung, Kaldenkirchen 1959, OCLC 759821085 (zugleich Dissertation, Gregoriana 1959).